# استقطاب اجتماعي

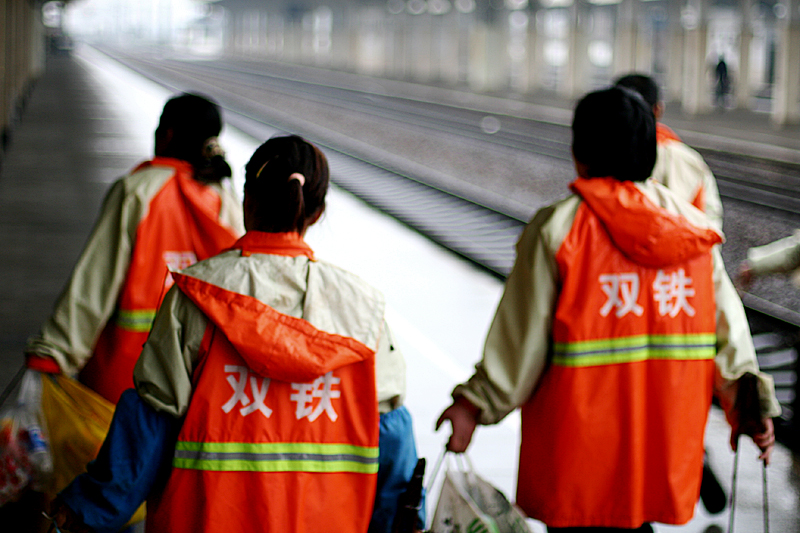

يرتبط الاستقطاب الاجتماعي بالفصل داخل المجتمع الذي قد ينشأ من اللامساواة الاقتصادية، والتقلبات العقارية، والتهجير الاقتصادي وما إلى ذلك، ويؤدي إلى هذا التمييز الذي يتألف من فئات اجتماعية مختلفة، من الدخل المرتفع إلى الدخل المنخفض. وهو حالة و/أو نزعة تدل على نمو الجماعات في نهايات التسلسل الهرمي الاجتماعي، والانكماش الموازي للمجموعات حول وسطه.
قدم آر. إي. بال واحدًا من الأبحاث المثيرة الأولية عن الاستقطاب الاجتماعي في جزيرة شيبي، قارن فيه بين مجتمع ما قبل الصناعة والمجتمع الرأسمالي.
في الآونة الأخيرة، عالج عدد من المشاريع البحثية بصورة متزايد قضايا الاستقطاب الاجتماعي داخل الاقتصادات المتقدمة النمو. عندما يحدث الاستقطاب الاجتماعي بالإضافة إلى إعادة الهيكلة الاقتصادية، لا سيما في المدن، يتفاقم التفاوت الاقتصادي وفقًا للطبقة الاجتماعية والأسس العنصرية. من الممكن ملاحظة مثل هذا الفصل على أفضل وجه في البيئة الحضرية: «حيث تتخلل مجتمعات الثروة الفاحشة والقوة الاجتماعية أماكن الحرمان والاستبعاد والانحطاط».
بالإضافة إلى كيفية إدارة التكوينات المكانية في المدن، يمكن للتكنولوجيا المستخدمة فيما يتعلق بالعلاقات الاجتماعية أن تساهم أيضًا في الاستقطاب الاجتماعي.
ترتبط زيادة الفصل المكاني للمجموعات الاجتماعية والاقتصادية ارتباطًا وثيقًا بالاستقطاب الاجتماعي فضلًا عن الاستبعاد الاجتماعي والانقسام المجتمعي.

## الطبقة المبدعة
يمكن أيضًا ربط جوانب هذا المفهوم بظواهر الطبقة المبدعة وكيف أنشأ هؤلاء الأفراد مركزهم المهيمن داخل المجتمع. ساهمت العولمة وما ارتبط بها من «تدمير إبداعي» في تحقيق قدر كبير من الازدهار والنمو للنخب في العديد من المدن. وعلى النقيض من ذلك، فعملية التدمير الإبداعي غير متساوية مكانيًا في جوهرها، وعلى هذا فإن بعض الأحياء الحضرية «في الطرف المتلقي» للعولمة تضررت منها.

## الفقر الحضري
يمكن ربط العديد من النماذج النظرية معًا لشرح الأساسيات التي تخلق الاستقطاب الاجتماعي، والحرمان اللاحق الذي يحدث عندما يكون هناك حرمان مجتمعي شديد بين أولئك ذوي الثراء الفاحش والفقراء. والنماذج هي:
- ثقافة الفقر.
- دائرة الفقر.
- الفشل الحكومي، خاصة عندما تكون مؤسسات السياسة العامة المقسمة إلى إدارات (التعليم والإسكان وما إلى ذلك) غير فعالة عندما يتعلق الأمر بالتعامل مع المشاكل المتعددة التخصصات للفقراء.
- التوزيع غير العادل للموارد/الفرص.
- صراع الطبقات الاجتماعية.
- مفهوم «الطبقة الدنيا».[4]

وعندما تتجمع هذه الظواهر في المناطق الحضرية، يمكنها أن تغذي الاستقطاب الاجتماعي. الاضمحلال الحضري هو مظهر مرئي للاستقطاب الاجتماعي، في حين أن أعمال الشغب، والاضطراب المدني، والتفكك الاجتماعي العام يمكن أن تكون من أعراض هذا المفهوم أيضًا.
غير أنه يمكن أن يؤدي أيضا إلى اقتصاد غير رسمي في كثير من المناطق الحضرية.

## دور الإعلام
يمكن أن تلعب الوسائط الرقمية، ولا سيما وسائل التواصل الاجتماعي، دورًا في تشجيع الاستقطاب الاجتماعي. ذلك أن مواقع الوسائط الاجتماعية مثل فيسبوك يمكن أن تساعد في تجميع الأصدقاء والمعارف في دوائر هموفيلية، ويمكن لمواقع الأخبار الاجتماعية مثل ديغ تسهيل استهلاك الأخبار المنحازة إلى خيارات المستخدم. في الحالات القصوى، يمكن أن يؤدي الافتقار إلى «مجال عام مشترك» إلى جماعات معزولة ومستقطبة بل قد تكون معادية لبعضها البعض. على سبيل المثال: خلال انتفاضات الربيع العربي، لوحظ أن وسائل التواصل الاجتماعي عززت الطبقات الاجتماعية الموجودة بالفعل في العديد من الدول العربية.
مع ذلك، قد لا يكون للبلقنة السيبرانية، وهي الظاهرة التي ينقسم فيها جمهور وسائل الإعلام إلى «جيوب» إذ يستهلكون فقط المحتوى الذي يتفقون عليه -وبالتالي يروجون نظريًا للاستقطاب الاجتماعي- نفس التأثير مثلما يعتقد. بالاستفادة من بيانات شركة نيلسن للتلفزيون وجمهور الإنترنت، وجد جاي. جي ويبستر أن التقسيم الإيديولوجي لمستخدمي الوسائط أمر مستبعد، إذ «حتى مستهلكي الوسائط المتخصصة المحجوبة كرسوا معظم اهتمامهم للأجرة الأكثر جاذبية».
ومع ذلك، يعترف ويبستر بأن بحثه لا يقيس الطبيعة الخاصة للموضوع المُستهلك، أو مدى تأثيره القوي على تصورات مشاهدي وسائل الإعلام للمجتمع.
ليس بالضرورة أن يكون الاستقطاب الذي لوحظ في موقع معين من مواقع وسائل التواصل الاجتماعي نتيجة للأحداث والمناقشات التي تحدث على تلك المنصة. وبالتالي قد تبرز اتجاهات الاستقطاب الملحوظة في وسائل التواصل الاجتماعي عبر الإنترنت من أنشطة المستخدمين في منصات أخرى عبر الإنترنت أو من الأنشطة غير متصلة بالإنترنت. كمثال من دراسة أجريت عام 2019، وجدت أن الرسائل التي تنشر معتقدات مناهضة للتغير المناخي على تويتر بشكل جماعي لا تحمل أي مصداقية. وبالتالي، من المستبعد جدًا أن تؤدي مثل هذه الرسائل غير الموثوق بها إلى زيادة استقطاب آراء تغير المناخ على تويتر.